# Yolanda Pereira
Yolanda Pereira, née le 16 octobre 1910 à Pelotas et morte le 4 septembre 2001  à Rio de Janeiro, est la Miss Univers 1930 du concours alternatif au International Pageant of Pulchritude de Galveston qui s'est tenu au Brésil,.